# Helios Klinikum Bad Saarow
Das HELIOS Klinikum Bad Saarow  (HKBS) (1998–2006: Humaine Klinikum Bad Saarow/Fürstenwalde) ist ein Krankenhaus im Kurort Bad Saarow.
Das Klinikum teilt sich in 17 Abteilungen, 3 Institute und eine zentrale Notaufnahme auf.
Zu DDR-Zeiten war das Krankenhaus besser unter dem Namen Militärmedizinische Akademie (MMA) in Bad Saarow bzw. unter dem Namen Kreiskrankenhaus Fürstenwalde in Fürstenwalde/Spree bekannt. Die MMA war eine Ausbildungs- und Forschungseinrichtung mit Hochschulcharakter der Nationalen Volksarmee (NVA).

## Geschichte
Im Jahr 1954 entstand in Bad Saarow das Zentralkrankenhaus der Kasernierten Volkspolizei.
Dem Lazarett in Bad Saarow waren bereits vor der Entstehung der MMA die Sektionen Innere Militärmedizin, Feldchirurgie und Stomatologie der 1971 entstandenen Gesellschaft für Militärmedizin der DDR (GMM) zugeordnet. Mit der Gründung der Akademie, im Jahr 1981, wurde der Stab der Militärmedizinischen Sektion an der Universität Greifswald (MMS) nach Bad Saarow verlegt, der Dekan der MMS Hans Rudolf Gestewitz wurde Rektor der Akademie. Eine wichtige Aufgabe der MMA, die das Promotions- und Habilitationsrecht besaß, war neben der Aus- und Weiterbildung von Militärmedizinern sowie der medizinischen Versorgung der NVA-Soldaten, ihrer Zivilangehörigen und der lokalen Zivilbevölkerung auch die Forschung im Bereich der Militärmedizin. Die Akademie war allerdings auch in die Forschung im Rahmen des als Staatsplanthema 14.25 bezeichneten Dopingsystems im DDR-Leistungssport involviert, wie mehrere Dissertations- und Habilitationsschriften belegen, die der Dopingexperte Werner Franke zusammen mit seiner Frau Brigitte Berendonk im Dezember 1990 in den Räumlichkeiten der Akademie sicherstellte.
Nach der politischen Wende in der DDR und der deutschen Wiedervereinigung wurde aus der Militärmedizinischen Akademie zunächst ein Bundeswehrkrankenhaus. 1991 entstand daraus mit dem Klinikum Bad Saarow ein ziviles Krankenhaus der Regelversorgung in Trägerschaft des Landkreises Oder-Spree. Dieses ist seit 1998 ein Lehrkrankenhaus der Berliner Charité, im gleichen Jahr erfolgte die Fusion mit dem Kreiskrankenhaus in Fürstenwalde/Spree. Seit September 2006 gehört es zur Helios-Gruppe. Die verbliebene Rettungsstelle am Standort Fürstenwalde wurde bis 2006 sukzessive nach Bad Saarow verlegt und geschlossen.
Dem Klinikum in Bad Saarow ist das Medizinische Versorgungszentrum am HELIOS Klinikum Bad Saarow angeschlossen.
Das Krankenhaus wurde von 2008 bis 2011 vollständig modernisiert und erhielt im Herbst 2011 mit dem Haltepunkt Bad-Saarow-Klinikum einen eigenen Eisenbahnanschluss.

## Kliniken und Fachabteilungen
Das Klinikum unterhält 17 Fachabteilungen:
- Allgemein-, Viszeral- und Thoraxchirurgie
- Allgemeine Innere Medizin, Gastroenterologie und Diabetologie
- Anästhesiologie und Schmerztherapie
- Frauenheilkunde und Geburtshilfe
- Gefäßmedizin
- Hals-Nasen-Ohrenheilkunde, Kopf- und Halschirurgie, Plastische Operationen
- Hämatologie, Onkologie und Palliativmedizin
- Institut für Radiologie
- Institut für Pathologie
- Intensivmedizin
- Kardiologie
- Kinder- und Jugendmedizin, Früh- und *Neugeborenenmedizin
- Neurochirurgie
- Neurologie
- Nuklearmedizin
- Pneumologie, Beatmungs- und Schlafmedizin
- Psychiatrie, Psychosomatik und Psychotherapie
- Radioonkologie und Strahlenheilkunde
- Traumatologie und Orthopädie
- Urologie
- Zentrale Notaufnahme und Rettungsmedizin
- Zentrallabor

### Medizinische Zentren
Das Klinikum unterhält sechs medizinische Zentren sowie vier weitere Einrichtungen:
- Onkologisches Zentrum
- Brustzentrum
- Darmzentrum
- Prostatazentrum
- Sarkomzentrum Berlin-Brandenburg
- Kontinenz- und Beckenbodenzentrum

- Akademie der Gesundheit Berlin/Brandenburg e. V.
- Ost-Brandenburgisches Tumorzentrum e.V.
- Landesrettungsschule Brandenburg e.V.
- Medizinisches Versorgungszentrum am HELIOS Klinikum Bad Saarow GmbH